# Rudolf Seliger

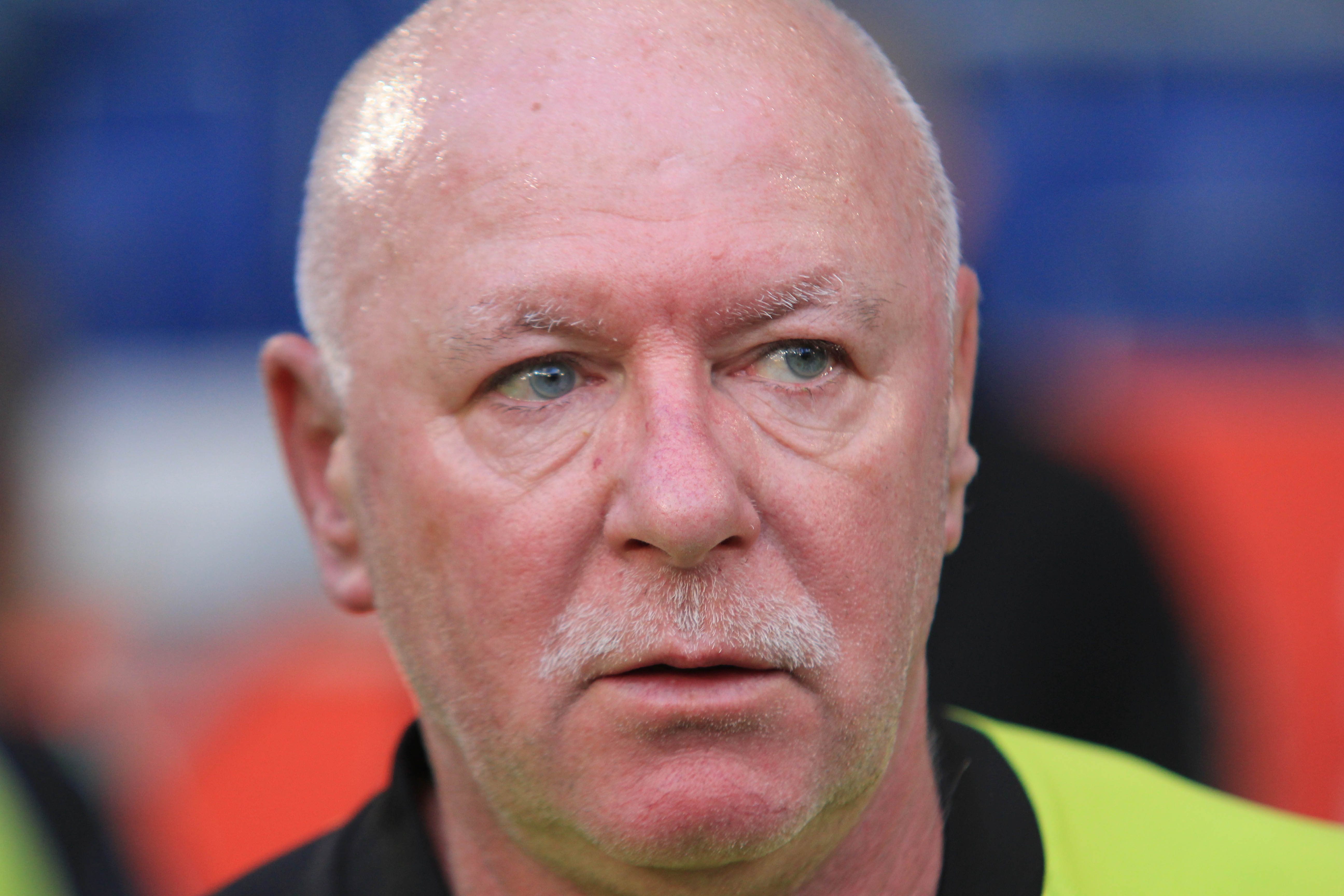
Rudi Seliger (2012)

Rudolf „Rudi“ Seliger (* 20. September 1951 in Mülheim an der Ruhr) ist ein ehemaliger deutscher Fußballnationalspieler des MSV Duisburg, für den er zwischen 1971 und 1983 in 288 Bundesligaspielen 65 Tore erzielte. Er spielte zweimal für die deutsche Nationalmannschaft. Beim Fußballturnier der Olympischen Spiele von 1972 nahm er an allen sechs Spielen der deutschen Amateurauswahl teil.

## Vereinslaufbahn
Der Nachwuchsstürmer Seliger begann seine Fußballlaufbahn 1963 beim TuS Union Mülheim, wo er bis 1970 spielte. Er kam über die Zwischenstation Eintracht Duisburg (Amateurliga Niederrhein) im Sommer 1971 zum Bundesligisten MSV Duisburg. „Zebra“-Trainer Rudolf Faßnacht setzte daneben noch auf die zwei weiteren Neuzugänge Klaus Wunder (Arminia Hannover) und Helmut Roth (FC Lugano).
Bereits am ersten Spieltag der Saison 1971/72, am 14. August 1971 beim Heimspiel gegen Borussia Dortmund, debütierte der Flügelstürmer im Dress des MSV. Er kam in seinem ersten Jahr Bundesliga auf 21 Einsätze, schoss ein Tor und landete mit der Mannschaft auf dem 14. Tabellenrang. In den folgenden vier Spielzeiten etablierte sich der schnelle Mann mit dem harten Schuss am Flügel als Stammspieler. Duisburg kam in diesen Jahren aber nicht von einem zweistelligen Tabellenplatz los. Da half auch nicht der Wechsel auf der Trainerbank von Faßnacht hin zu Willibert Kremer und Rolf Schafstall. Im DFB-Pokal der Runde 1974/75 zog Rudi Seliger dagegen mit seinen Mannschaftskameraden und Trainer Kremer in das Finale ein. Am 8. Februar 1975 besiegten die „Zebras“ dabei im Münchner Olympiastadion den FC Bayern mit 3:2 Toren. „Rudi“ plagte sich aber mit Verletzungen herum, in der Ligarunde kam er auf 25 Einsätze und in den drei Pokalrunden vor dem Endspiel konnte er deshalb nicht aktiv eingreifen. Das Pokalendspiel am 21. Juni 1975 bestritt er zwar, die 0:1-Niederlage gegen Eintracht Frankfurt konnte er aber nicht verhindern.
Hoffnung auf Besserung kam für Verein wie den Angreifer Rudi Seliger in der Runde 1976/77 auf: Mit Trainer Otto Knefler kam man auf den 9. Rang und Seliger steuerte in 32 Bundesligaspielen dazu sechs Treffer bei. In der siebten Saison schien der sportliche Knoten bei dem zwischenzeitlichen Publikumsliebling, er wurde von den Fans an der Wedau mit einem langgezogenen „Ruuudiii“ angefeuert, geplatzt zu sein, mit für ihn sagenhaften 16 Toren schoss er den MSV auf den sechsten Rang in der Tabelle und damit in den UEFA-Pokal. Die Runde 1978/79 brachte Höhepunkte im Europapokal durch den Einzug in das Halbfinale, aber seine Verletzungsprobleme (Adduktorenabriss, Zerrungen, Operationen an Wirbelsäule und Bandscheibe, Kniescheibenbruch) in den Jahren 1978 bis 1980, hinderten ihn oftmals, seine Fähigkeiten auf dem Platz zeigen zu können. In den zwei Runden 1978/79 und 1979/80 kam er deshalb nur zu 30 Bundesligaeinsätzen mit neun Treffern. Als nach der Runde 1981/82 der Bundesligaabstieg der Duisburger feststand, lief Rudolf Seliger nach 288 Bundesligaspielen mit 65 Toren noch 13 Mal in der 2. Liga für den MSV auf und konnte dabei ein Tor erzielen, ehe er seine Profikarriere schließlich beendete. In der Saison 1983/84 spielte er für den VfB Speldorf in der Oberliga Nordrhein. Danach spielte er im Amateurbereich noch von 1984 bis 1985 für Olympia Bocholt, von 1985 bis 1987 für die SSVg Velbert und von 1987 bis 1989 für den Lobbericher SC.

## Auswahlspiele für den DFB, 1971 bis 1978
Nach knapp zwei Monaten Spielpraxis in der Fußball-Bundesliga, am 6. Oktober 1971, kam das Sturmtalent von der Wedau zu seinem ersten Einsatz im DFB-Trikot. DFB-Trainer Jupp Derwall berief ihn im Zuge der Vorbereitung auf die Olympischen Spiele 1972 in München in die deutsche Fußballnationalmannschaft der Amateure, zum Länderspiel gegen die Sowjetunion in Nürnberg.
Im Jahr der Olympischen Spiele absolvierte Seliger alleine dreizehn Spiele mit dem Olympiateam. Beim olympischen Turnier, wo auch seine Duisburger Mannschaftskameraden Ronnie Worm und Klaus Wunder teilnahmen, kam er in allen sechs Spielen des damaligen West-Deutschland zum Einsatz.
Am 27. März 1973 kam er in der Juniorennationalmannschaft beim 5:1-Erfolg gegen die USA als Einwechselspieler zum Zuge. Der nächste Schritt in der Stufenleiter des DFB folgte am 3. September 1974, „Rudi“ wurde in der B-Nationalmannschaft eingesetzt. Zwei Tage vor Weihnachten 1974, am 22. Dezember in La Valletta, wurde Seliger auch A-Nationalspieler. Noch ein zweites Mal, am 6. Oktober 1976 in Cardiff gegen Wales, streifte er als A-Nationalspieler den Dress über.
Bei den DFB-Amateuren beendete er nach seinem 25. Einsatz und insgesamt zehn Toren am 7. April 1976 in Bremerhaven gegen Dänemark (Junioren) seine Amateureinsätze. Mit dem Spiel am 18. April 1978 in Norrköping gegen Schweden war dann auch das Kapitel in der B-Nationalmannschaft nach fünf Einsätzen vorbei.

## Nach der Karriere
Der gelernte Kaufmann und Programmierer betrieb in Duisburg zwei Sportgeschäfte, ein Restaurant in der Innenstadt sowie eine Tennishalle im Stadtteil Meiderich.